# 윈도우 서버 2019
윈도우 서버 2019는 윈도우 서버 2016의 후속작이며 신형 윈도우 10의 서버 버전이다. GUI가 포함된 LTSC 채널과 명령 프롬포트 기반의 SAC 채널로 나뉘며, LTSC 채널은 2~3년에 한 번씩, SAC 채널은 6개월에 한번씩 새 버전이 출시된다.

## 역사
날짜는 한국시간 기준으로 작성하였다.
- 2018년 3월 21일 GUI가 포함된 LTSC 채널 기반의 프리뷰 빌드 17623이 처음으로 배포되었으며, Windows Server 2012 R2, Windows Server 2016에서 업그레이드 할 수 있다. 버전 1803.
- 2018년 4월 11일 LTSC 프리뷰 빌드 17639가 배포되었다. 버전 1803.
- 2018년 4월 25일 GUI가 포함되지 않은 SAC 채널 기반의 프리뷰 빌드 17650과 LTSC 프리뷰 빌드 17650이 동시 배포되었다.
- 2018년 5월 8일 SAC 채널 기반의 윈도우 서버 1803이 정식 출시되었다. 버전 1803.
- 2018년 5월 16일 LTSC 프리뷰 빌드 17666과 SAC 프리뷰 빌드 17666이 동시 배포되었다. 버전 1803.
- 2018년 5월 30일 LTSC 프리뷰 빌드 17677과 SAC 프리뷰 빌드 17677이 동시 배포되었다. 버전 1803.
- 2018년 6월 20일 LTSC 프리뷰 빌드 17692와 SAC 프리뷰 빌드 17692가 동시 배포되었다. 버전 1803.
- 2018년 7월 11일 LTSC 프리뷰 빌드 17709와 SAC 프리뷰 빌드 17692가 동시 배포되었다. 버전 1803.
- 2018년 7월 18일 LTSC 프리뷰 빌드 17713과 SAC 프리뷰 빌드 17713이 동시 배포되었다. 버전 1803.
- 2018년 8월 1일 LTSC 프리뷰 빌드 17723과 SAC 프리뷰 빌드 17723이 동시 배포되었다. 버전 1803.
- 2018년 8월 15일 LTSC 프리뷰 빌드 17733과 SAC 프리뷰 빌드 17733이 동시 배포되었다. 버전 1803.
- 2018년 8월 22일 LTSC 프리뷰 빌드 17738과 SAC 프리뷰 빌드 17738이 동시 배포되었다. 버전 1803.
- 2018년 8월 29일 LTSC 프리뷰 빌드 17744와 SAC 프리뷰 빌드 17744가 동시 배포되었다. 버전 1809.
- 2018년 9월 30일 RTM 빌드인 17763.1이 배포되었다.
- 2018년 10월 3일 새벽 윈도우 서버 2019 정식 버전이 출시되었다.[3]

## 새로운 기능

### 하이퍼컨버지드 인프라(HCI)
출처
마이크로소프트는 윈도우 서버 2019 릴리즈에서 HCI 플랫폼에 대한 3년치 업데이트를 모아서 제공한다. 현재 마이크로소프트가 사용하는 점진적 업그레이드 일정에는 증분 업그레이드인 반기 채널 릴리즈가 포함되기 때문이다. 이후 2년마다 이전 반기 채널 릴리즈의 업그레이드가 포함된 장기 서비스 채널(LTSC) 버전이라는 주 릴리즈가 나온다.
LTSC 윈도우 서버 2019는 오는 가을에 출시될 예정이며, 마이크로소프트 인사이더 프로그램 회원에게는 현재 제공되고 있다.
HCI(컴퓨팅, 스토리지, 네트워킹)의 기본 구성 요소는 반기 채널 릴리즈를 통해 그동안 계속 개선되었지만, 데이터센터와 대규모 소프트웨어 정의 플랫폼을 구축하는 기업 관점에서 윈도우 서버 2019는 소프트웨어 정의 데이터센터를 위한 중요한 릴리즈다.
최신 릴리즈에서 HCI는 서버 라이선스에 포함된 일련의 구성 요소를 기반으로 제공된다. 결국 그 의미는 다운타임 없이 워크로드를 위한 용량을 동적으로 늘리거나 줄이기 위한 하이퍼-V 구동 서버 백본이다.

### 쿠버네티스 지원 추가
출처
윈도우 서버 2016 출시 당시 지원했던 도커 스웜 기반의 컨테이너 오케스트레이션 외에 업계에서 널리 사용되는 오픈 소스 오케스트레이션 기술인 쿠버네티스를 지원하여, 윈도우 서버 컴퓨터가 쿠버네티스 클러스터에 참가하여 윈도우 파드를 생성하고 클러스터 내의 다른 파드나 서비스와 통신할 수 있는 기능이 새로 추가되었다.

### 리눅스용 윈도우 서브시스템 1.0 추가
출처
리눅스용 윈도우 서브시스템 1.0이 추가되어, 64비트 인텔 프로세서 아키텍처용으로 컴파일된 리눅스 ELF 바이너리를 윈도우 서버에서 직접 실행할 수 있다. 버전 1.0의 경우 CPU 가상화 기술이 아닌 커널 자체의 기능을 사용하므로 중첩 가상화를 지원하지 않는 퍼블릭 클라우드에서도 사용할 수 있는 장점이 있지만, 윈도우 커널이 리눅스 시스템 콜의 기능을 흉내내는 방식이어서 성능이 떨어지고 실제 리눅스 커널과 차이가 많아 일부 프로그램은 제대로 동작하지 않는 문제가 있다.

## 설치 사양
설치 사양은 다음과 같다.
최소 요구 사항:
- 1.4GHz 64비트 프로세서
- X64 호환 명령 집합
- NX 및 DEP 지원
- CMPXCHG16b, LAHF/SAHF 및 PrefetchW 지원
- 두 번째 수준 주소 변환(EPT 또는 NPT) 지원

RAM 최소 요구 사항:
- 512MB(데스크톱 환경 포함 서버 설치 옵션인 경우 2GB)
- ECC(오류 수정 코드) 형식 또는 유사한 기술

저장소 컨트롤러 및 디스크 공간 요구 사항: 최소 32GB
네트워크 어댑터 요구 사항
최소 요구 사항:
- 최소 기가비트 처리량을 지원하는 이더넷 어댑터
- PCI Express 아키텍처 사양 준수
- PXE(Pre-boot Execution Environment) 지원

기타 요구 사항
DVD 드라이브(DVD 미디어에서 운영 체제를 설치하려는 경우)
다음 항목은 반드시 필요한 것은 아니지만 특정 기능에 필요하다.
- 보안 부팅을 지원하는 UEFI 2.3.1c 기반 시스템 및 펌웨어
- 신뢰할 수 있는 플랫폼 모듈

•Super VGA(800 x 600) 이상의 해상도를 지원하는 그래픽 장치 및 모니터
•키보드 및 Microsoft® 마우스(또는 기타 호환 12 장치)

•인터넷 액세스(사용 요금 부과 가능)

## 같이 보기
- 마이크로소프트 서버
- 마이크로소프트 윈도우의 역사
- 운영체제 목록